# 武建邦
武建邦（1524年—？），字懋藎，號春林，山東東昌府臨清州舘陶縣人，軍籍，明朝政治人物。

## 生平
丙午科（1546年）山東鄉試第十三名舉人。嘉靖三十五年（1556年）中式丙辰科三甲第一百三十名進士。工部观政，授河南郾城县知县，四十一年復除元城县，升户部主事，四十三年升员外，四十四年升山西佥事，隆慶二年升湖广参议，疏請致仕。

## 家族
曾祖武肅，縣丞；祖父武雲，壽官贈知縣；父武德智，知州。母劉氏（封孺人，加赠安人）；繼母郭氏，封太安人。兄建功（生员）、建勋（主簿）。